# Petrivka (oblast d'Odessa)
Petrivka (ukrainien : Петрівка, russe : Петровка, Petrovka) est une commune urbaine de l'oblast d'Odessa, en Ukraine. Elle compte 4 518 habitants en 2021.